# Daniela (Sängerin)
Daniela, bürgerlicher Name Danica Danijela Milatović (* 13. Dezember 1949 in München) ist eine deutsche Schlagersängerin jugoslawischer Abstammung, die zwischen 1965 und 1974 einige Schallplatten besang. Ihr bekanntestes Lied ist das von Ralph Siegel geschriebene Im Jahre 2002. Im Jahr 1968 veröffentlichte sie zusammen mit der Sängerin und Musicaldarstellerin Ann Helstone das Album Samba-Soul-Beat in Black & White. 1969 wirkte sie in der vom ZDF ausgestrahlten TV-Sendung Deutscher Schlager-Wettbewerb 1969 mit.

## Diskografie

### Alben
- Daniela (1967)
- Samba-Soul-Beat in Black & White (1969, als „Daniela und Ann“ – mit Ann Helstone)[2]
- Glück ist International (1973)
- Meine Melodie ist die Liebe (1973, Kompilation)

### EPs
- Daniela (Hippy Hippy Shake / Things We Said Today / Detroit City / O, Flamingo) (1965)
- Daniela i „Plamenih Pet“ (I Got You Babe / These Boots Are Made for Walkin’ / Danas je divan dan / Ja nekog želim) (1967)

### Singles
- Denk noch mal darüber nach / Schreib mir in einem Brief (1965)
- Das ist wie ein Paukenschlag / Ein wunderbarer Sommer ging vorbei (1966)
- Schmück dich nicht mit fremden Federn / Mister Schornsteinfeger (1967)
- Die Welt ist leer, die Welt ist grau (Le monde est gris) / Er ließ mich allein (1968)
- Da wo die Blumen blühn / Die Tränen der ersten Liebe (1969)
- Warum denn gleich aufs Ganze gehn / Nimm jeden Tag und mach ihn dir schön (1969)
- Im Jahre 2002 / Das muß die Liebe sein (1970)
- Ich bin nicht gern allein / Ich glaube an dich (1971)
- Schritt für Schritt / Und fällt die Welt in Schutt und Stein (1971)
- Dimitri / Nur mit dir (1972)
- Treu sein ist schöner als frei sein / Wenn du willst (1973)
- Remember September (Erinnerst Du Dich noch) / Und der Wind erzählt (1974)

## Auszeichnungen
- „Goldene Europa“ der Europawelle Saar (1971)